# シボレー・オプトラ

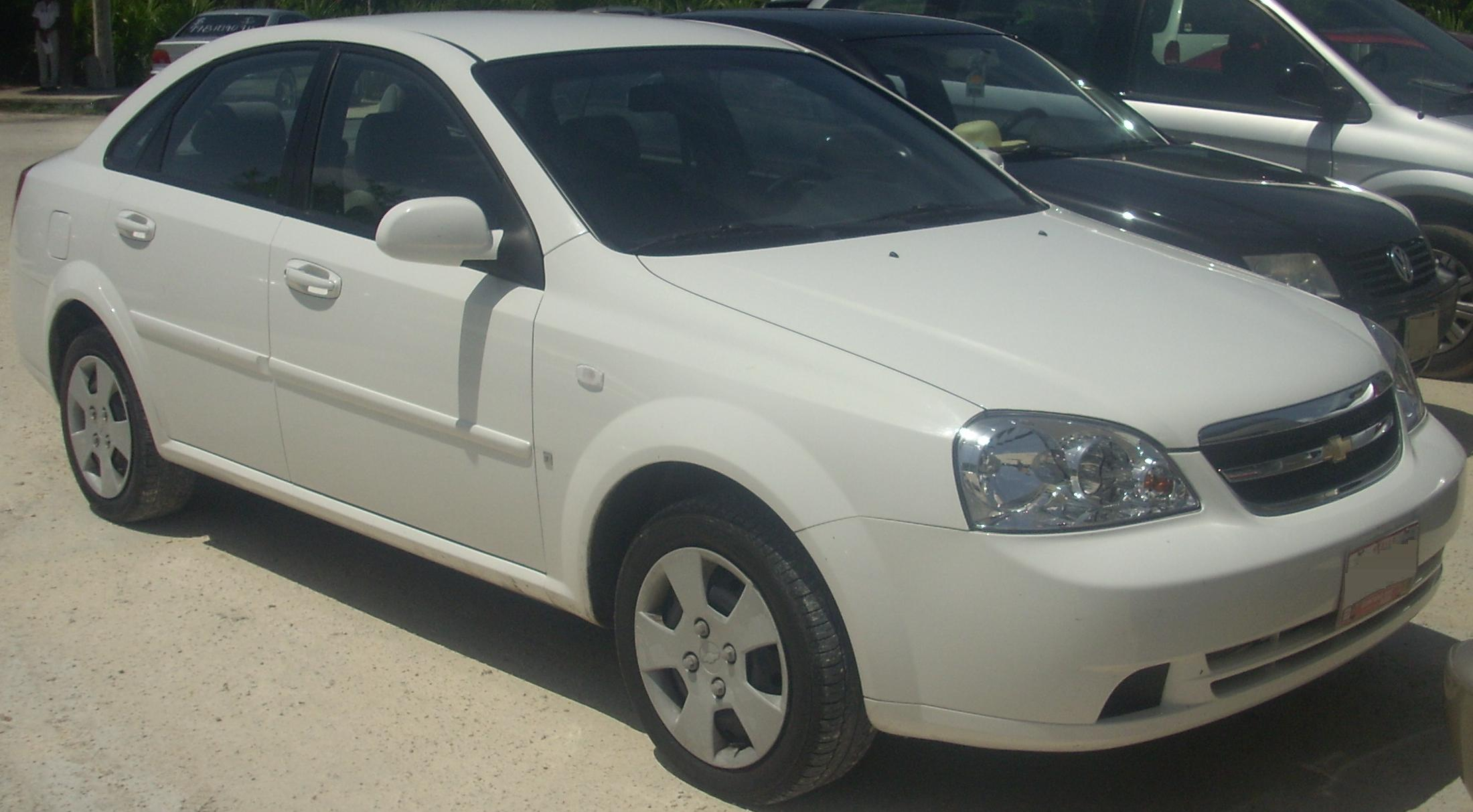
シボレー・オプトラセダン（カナダ仕様）

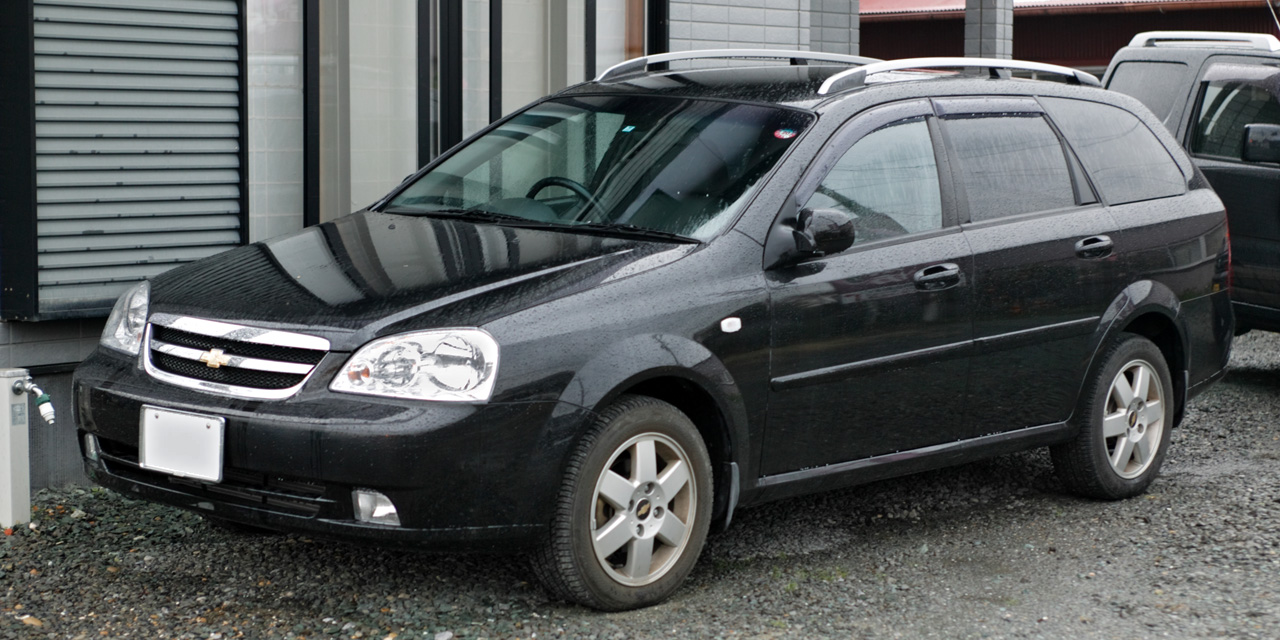
シボレー・オプトラワゴン（日本仕様）

シボレー・オプトラ（Chevrolet Optra ）は、ゼネラルモーターズ（GM）のCセグメント世界戦略車である。世界各国でシボレーのみならず様々なブランドにて発売されていた。

## 歴史

### 初代（J200型、2002年-）
韓国のGM大宇が2002年11月のソウルモーターショーでGM大宇・ラセッティ（GM Daewoo Lacetti 、コード名J200）として発表。
旧・大宇自動車時代から開発を続けてきた車種で、大宇・ヌビラ（Daewoo Nubira 、コード名J100）の後継にあたり、本車両にヌビラの名称が冠された地域もある。当初はセダンのみの発表だったが、2003年9月のフランクフルトモーターショーで5ドアハッチバックが、2004年3月にはジュネーヴモーターショーでステーションワゴンがそれぞれ発表されている。
スタイリングはセダンとワゴンをピニンファリーナが、ハッチバックをジョルジェット・ジウジアーロがそれぞれ担当しており、セダン・ワゴンとハッチバックではフロントノーズのデザインが異なる。初期のセダンは旧大宇のトレードマークとなっていた3分割グリルが採用されていたが、マイナーチェンジでシボレー風のグリルに変更された。
エンジンは仕向け地によって異なるが以下が用意され、これらに5MTまたは4ATが組み合わせられた。ディーゼル搭載車は2006年12月のボローニャモーターショーで発表された。
- 直列4気筒 1.4L DOHC
- 直列4気筒 1.5L SOHC
- 直列4気筒 1.6L DOHC
- 直列4気筒 1.8L DOHC（※豪ホールデン開発）
- 直列4気筒 2.0L DOHC（※豪ホールデン開発）
- 直列4気筒 2.0L SOHC ディーゼル（※伊VMモトーリ開発）

2008年10月、パリモーターショーにてオプトラの後継車種となるクルーズ（コード名J300）が発表されたが、一部地域ではJ200型オプトラの販売が行われていた。

#### 国際展開
オプトラはGMグループの国際戦略車種として、シボレーや大宇のみならず、スズキ、ビュイック、ホールデンなど世界各国で様々なブランドで発売されていた（参照：バッジエンジニアリング）。本国韓国の初期のCMやWebカタログではそれを売り文句にもしていた。以下、各国の状況について記す。
韓国

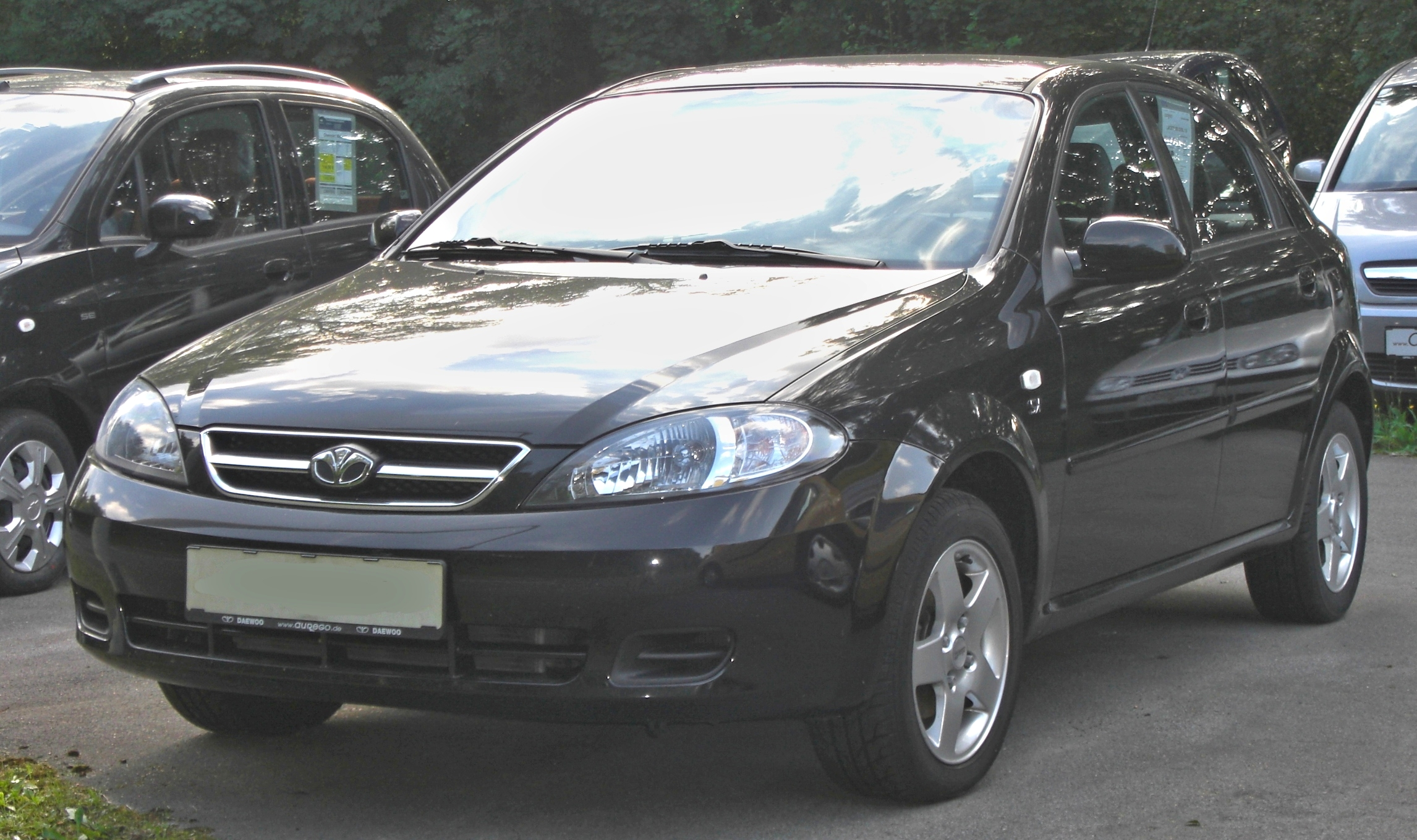
GM大宇・ラセッティ5ドア

GM大宇・ラセッティとして販売。海外専売だったワゴンは国内でも2006年に追加された。2008年10月にセダンが後継のラセッティプレミアに切り替わり、ハッチバックのみがラセッティEXとして継続販売された。
日本
2003年の第37回東京モーターショーで参考出品され、その後、スズキがセダン（形式名GH-NA19Z、2005年）およびワゴン（形式名GH-NA35Z、2005年-2006年）を販売していた。なお、スズキはカルタスワゴンの生産中止以後、ステーションワゴンを自社生産していないため、オプトラワゴンの販売はラインアップを補完するという意義もあった。
エンジンは2Lのみ。同クラスの国産車とは異なりトラクションコントロールやヘッドランプレベライザー、ラゲッジパーティションネット（ワゴンのみ）が標準装備されていた。グレードはモノグレードで、サンルーフと本革シートがそれぞれメーカーオプションで設定された。
アメリカ合衆国
アメリカスズキ（スズキ米国法人）が2004年から2008年モデルイヤーまで、セダンとワゴンをスズキ・フォレンツァ（Suzuki Forenza ）、ハッチバックをスズキ・リーノ（Suzuki Reno ）として発売していた。スズキではエリオ（後にSX4）の上位車種に位置づけていた。

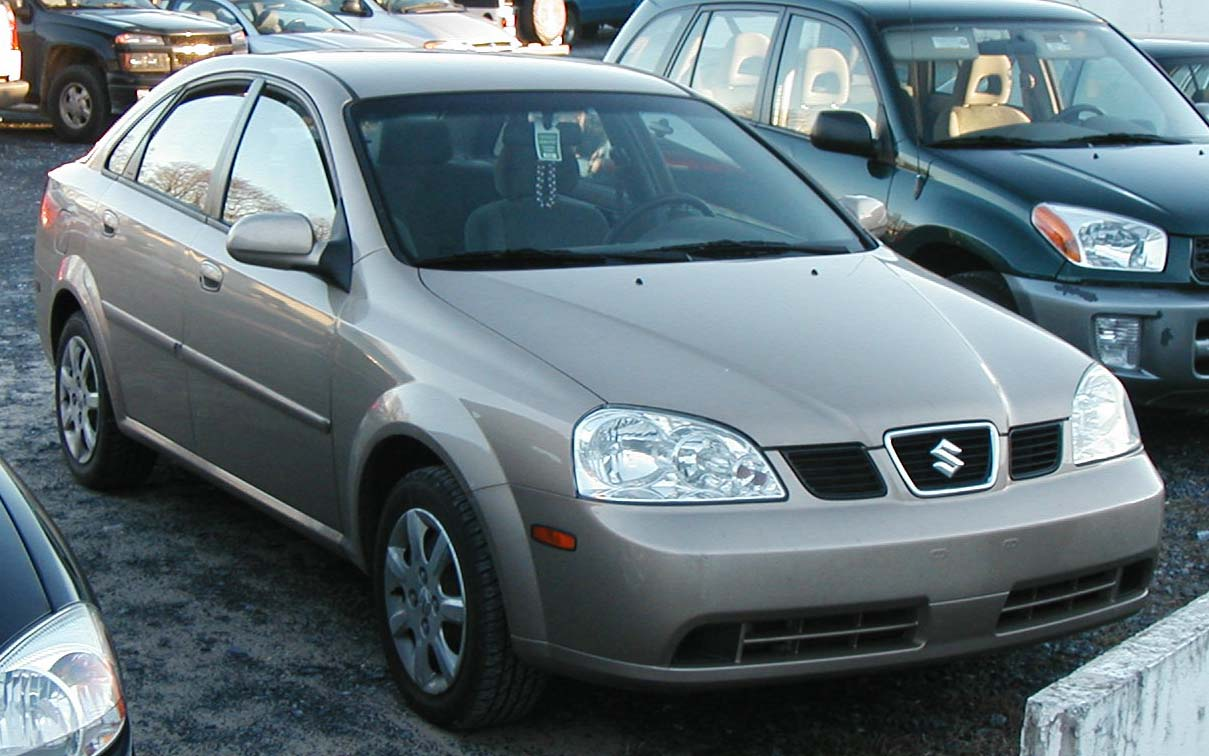
スズキ・フォレンツァ（前期）
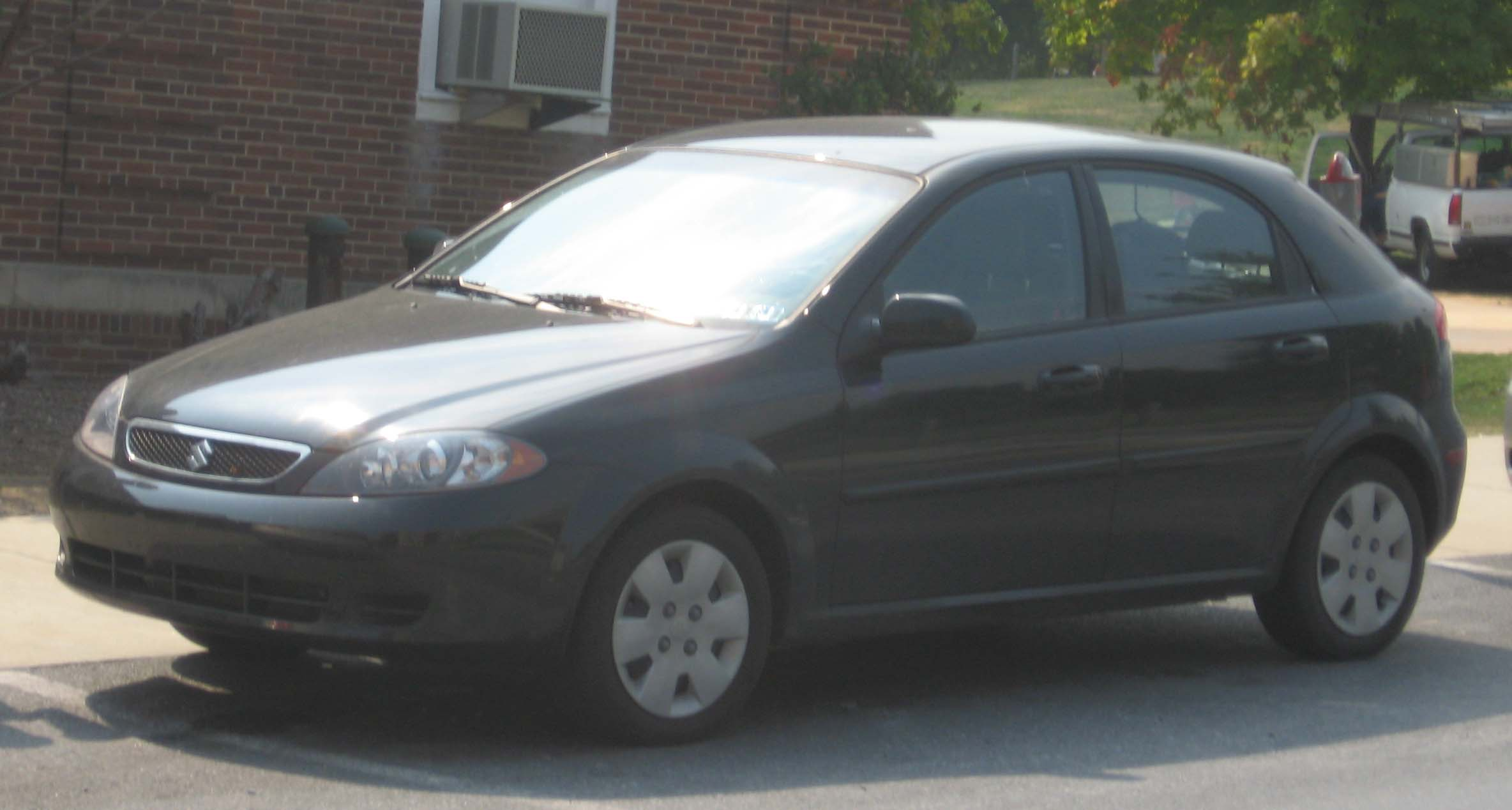
スズキ・リーノ

カナダ
セダンが2004年-2005年まで、ハッチバック（オプトラ5）とワゴンが2005年-2007年までそれぞれ発売されていた。カナダではアヴェオとコバルトの中間に位置付けられていた。エンジンは2Lのみ。
ヨーロッパ
ラセッティまたはヌビラの名称で発売された。一部地域では大宇ブランドも残存していたものの、2005年には全てシボレーブランドに置き換えられ、大宇ブランドは消滅した。また、WTCCにも参戦した。

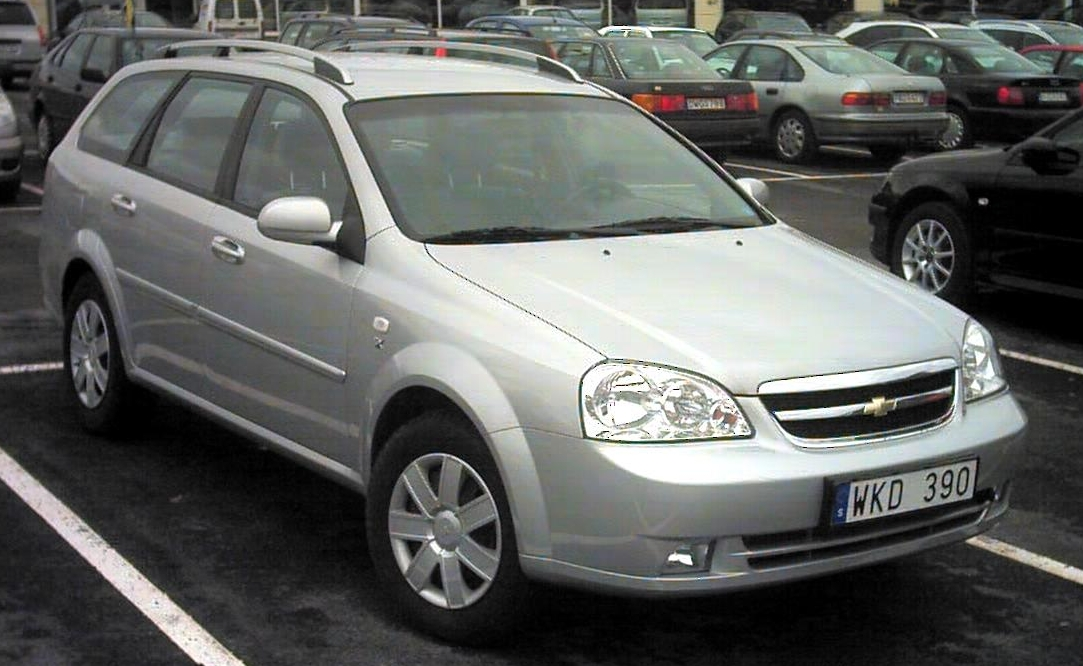
シボレー・ヌビラワゴン
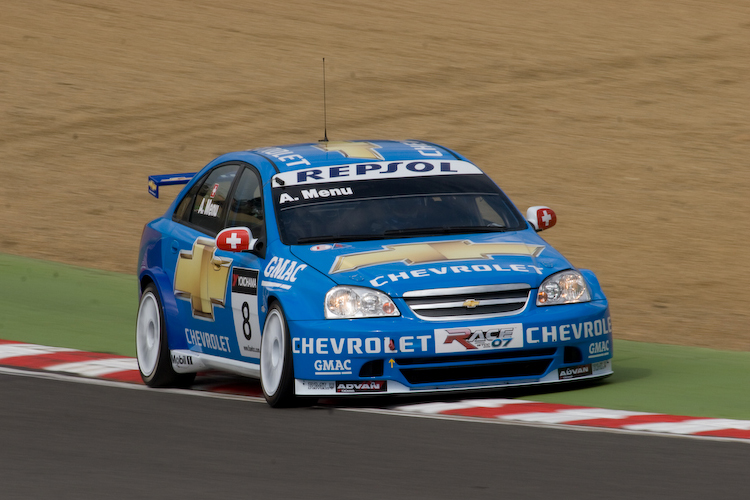
シボレー・ラセッティWTCC仕様

オセアニア

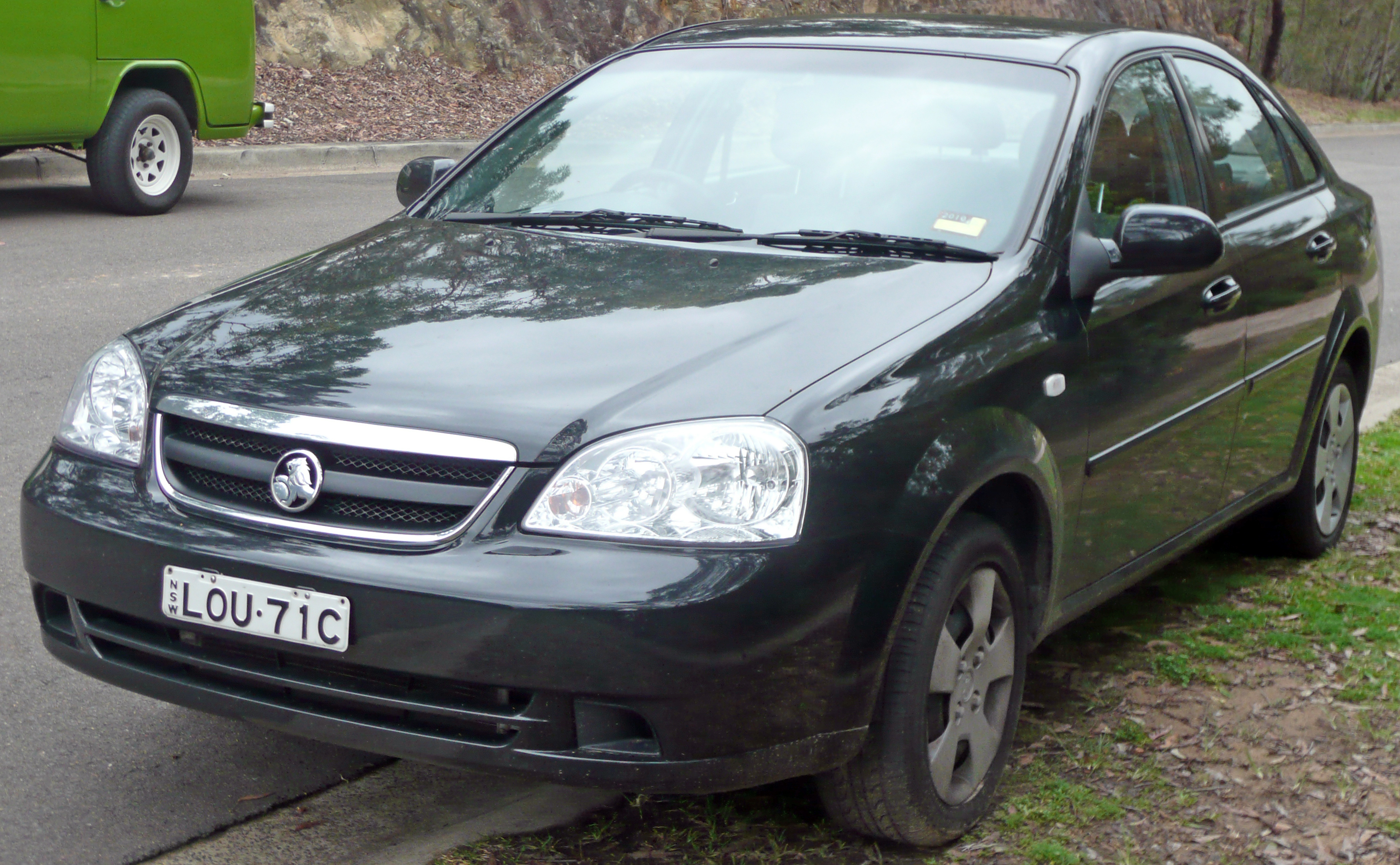
ホールデン・ヴィヴァ

ホールデン・ヴィヴァ（JF）として販売された。ホールデンではこの車種を皮切りにオペルからGM大宇へのOEM供給元の切り換えを進めた。2009年3月、後継のクルーズの発表にともない、モデル廃止となった。
東南アジア・インド

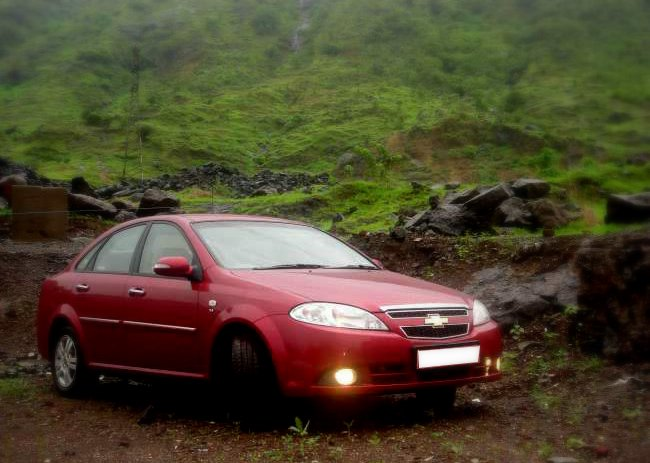
シボレー・オプトラマグナム

タイとインドで2003年7月にオプトラが発売開始された。いずれも現地法人で生産が行われていた。また、GMタイランド生産分については他のASEAN諸国にも輸出されている。
2007年7月にはフェイスリフトされたオプトラのアジア仕様車がタイで発表された。セダンおよびワゴンのノーズがハッチバックに準じたものに改められ、さらにグリルのデザインも変更された。フェイスリフト版は2007年から2008年にかけてASEANおよびインド市場に順次投入され、一部地域では「マグナム」のサブネームがつけられた。
インドでは2012年にオプトラとマグナムの製造・販売を終了した。
ベトナム
現地子会社のGM大宇ビダムコが2004年4月にGM大宇・ラセッティを発売開始。エンジンは1.6Lと1.8Lの2種類。GM大宇ビダムコは後にGMベトナムに改称し、それとともにラセッティはシボレーブランド車に変わった。
ウズベキスタン

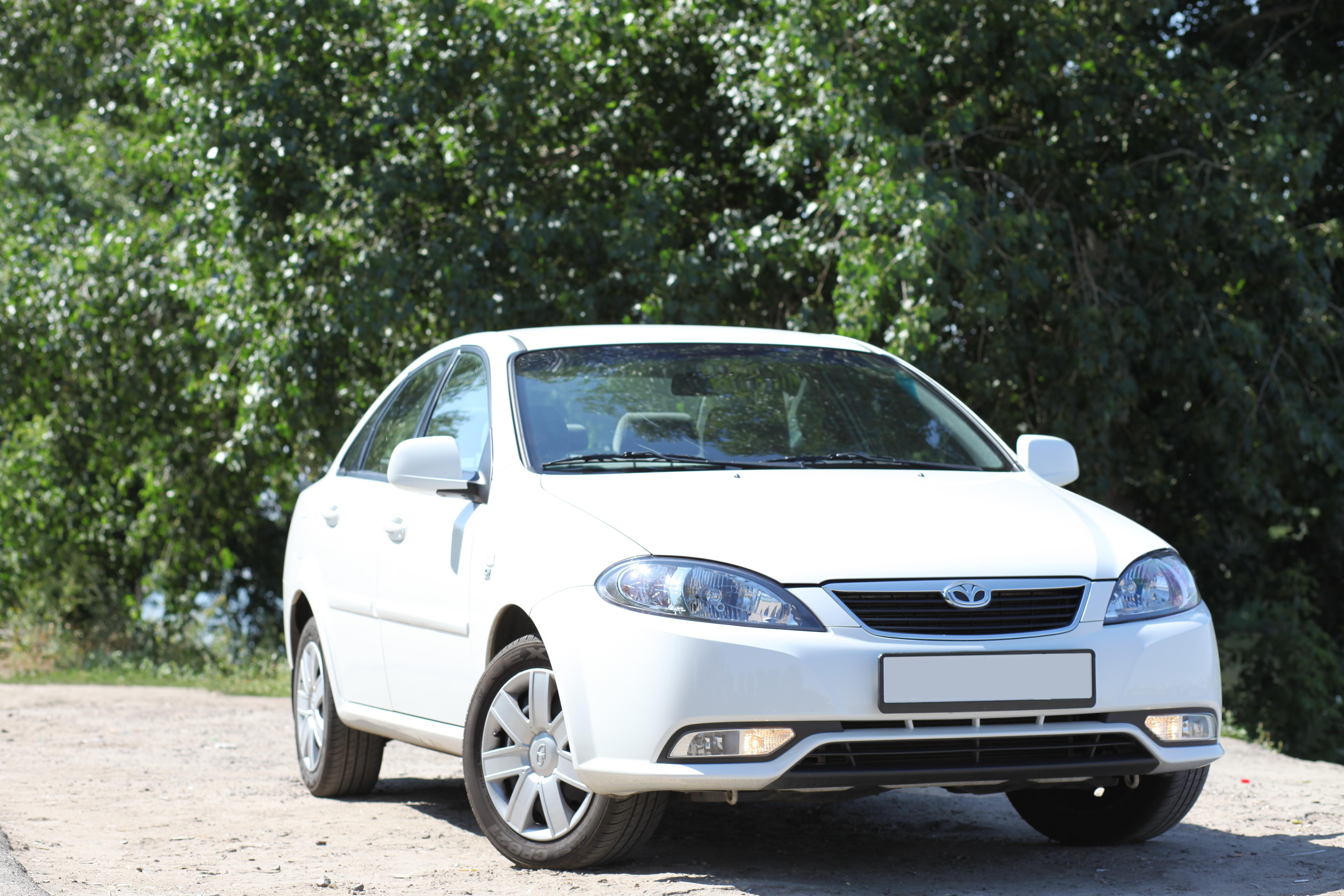
ウズデウ・ジェントラ

GMウズベキスタン発足後の最初の新車種として2008年からシボレー・ラセッティの生産を開始。ラセッティは2013年にウズデウブランドの「ジェントラ」として再デビューした。
外観はアジア向けオプトラマグナムをベースに、フロントグリルとバンパーを変更したものとなっている。新たに105HPを発揮する1.5Lエンジンが搭載され、変速機はMTとATの両方が用意されていた。
中国・台湾

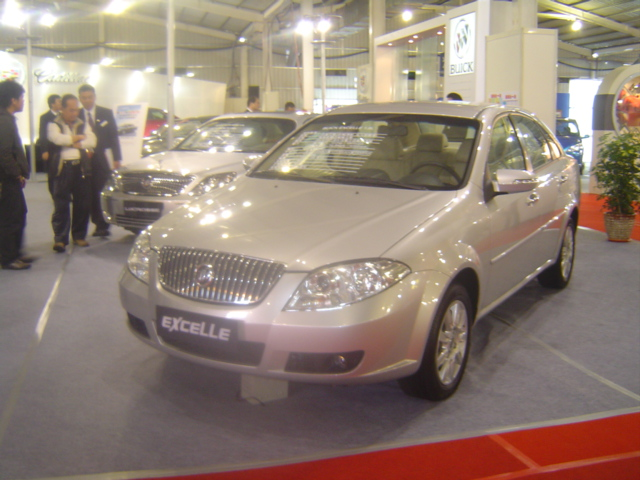
ビュイック・エクセル（台湾仕様）

いずれもシボレーではなくビュイックブランドのビュイック・エクセル（中国名：凱越）として発売されていた。2003年4月の上海モーターショーで発表され、セダン、ワゴン、ハッチバック（HRVのサブネームがつく）の3タイプがラインアップされている。
台湾では2006年末にはエクセルセダンが発表されたが、こちらは中国仕様車とは異なり、内外装が大幅に変更されている。中国仕様車のセダンもフェイスリフトを受けて、2008年の北京モーターショーで発表されたが、これも台湾向けとは異なる独自の内外装が与えられていた。
その他
ブラジルとアルゼンチンを除く中南米諸国、中東諸国、南アフリカなどでも発売された。

### 2代目（2014年-）
2014年3月、エジプトとアルジェリアにて相次いで発表された。新型オプトラは中国の上汽通用五菱汽車がJ200型オプトラのプラットフォームをベースに開発した「宝駿630」の輸出仕様であり、ベース車とはグリルやエンブレム類が異なる。エンジンは可変バルブ機構付きの直列4気筒 1500ccで、最高出力110ps、最大トルク146N·mを発揮する。トランスミッションは6速ATが搭載される。燃費は7.3L/100kmとなる。

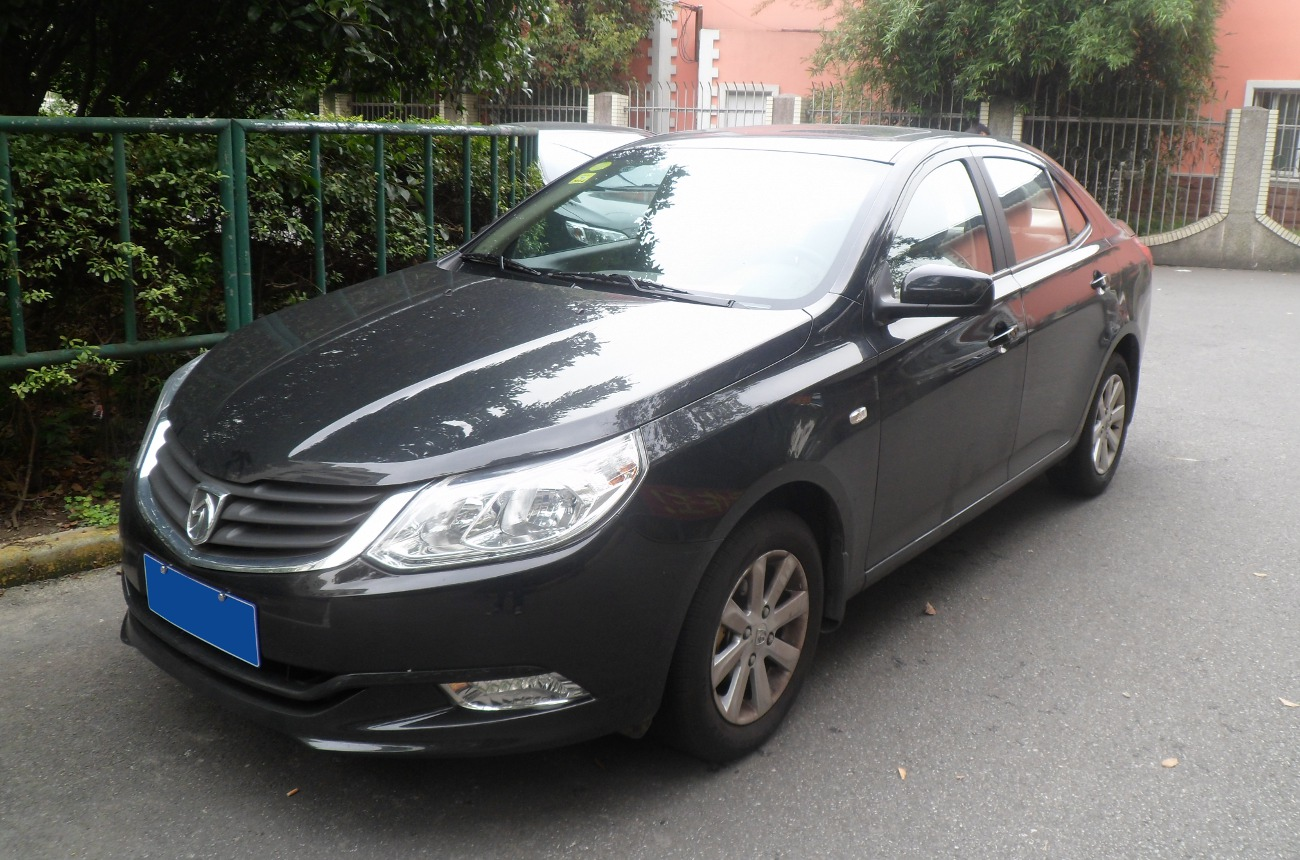
宝駿630（フロント）
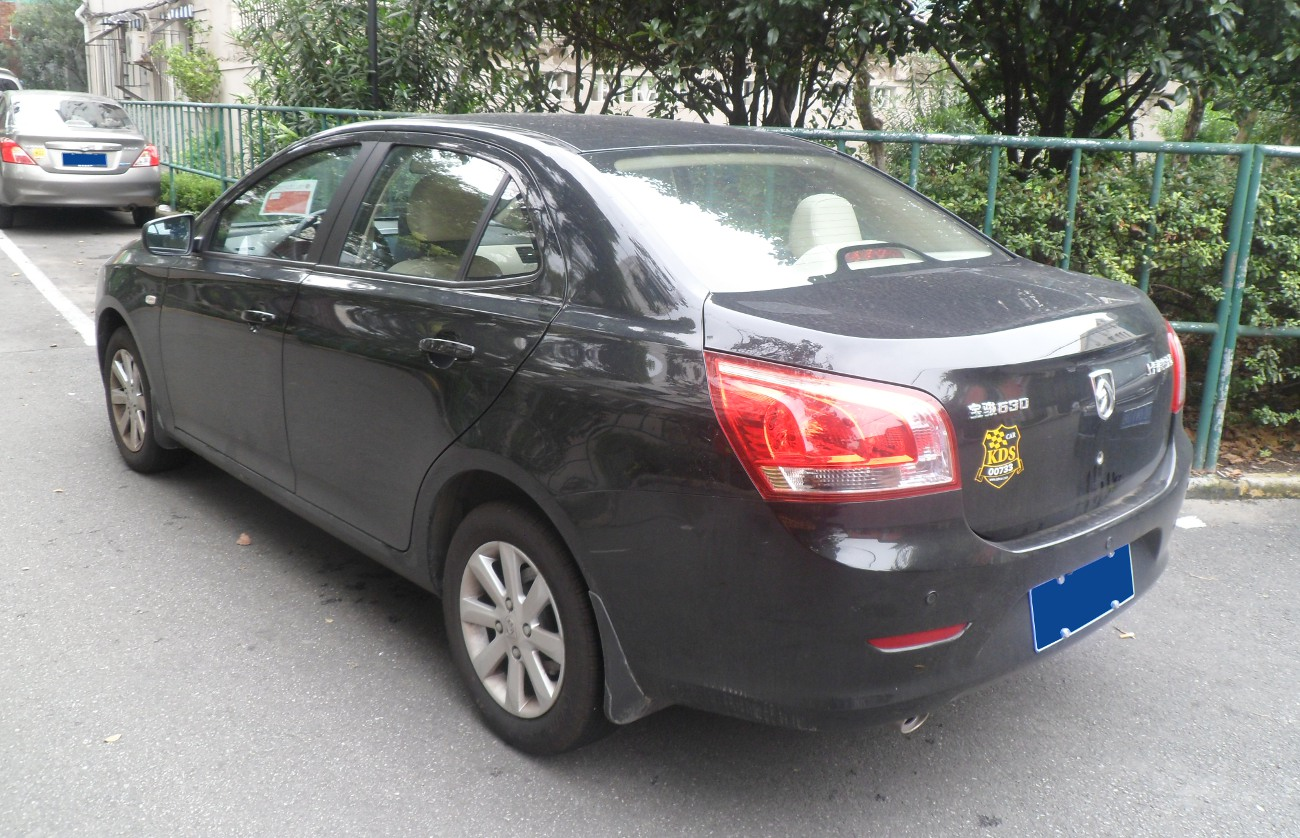
宝駿630（リア）